# Staupitz (Gorden-Staupitz)
Staupitz (niedersorbisch Stoporsk) ist ein Ortsteil der Gemeinde Gorden-Staupitz im südbrandenburgischen Landkreis Elbe-Elster. Der Ort befindet sich etwa 12 Kilometer südlich von Finsterwalde an den Landesstraßen 62 und 63 im Naturpark Niederlausitzer Heidelandschaft.

## Geschichte

Staupitz auf einer geschichtlichen Karte des Kreises Liebenwerda (1910).

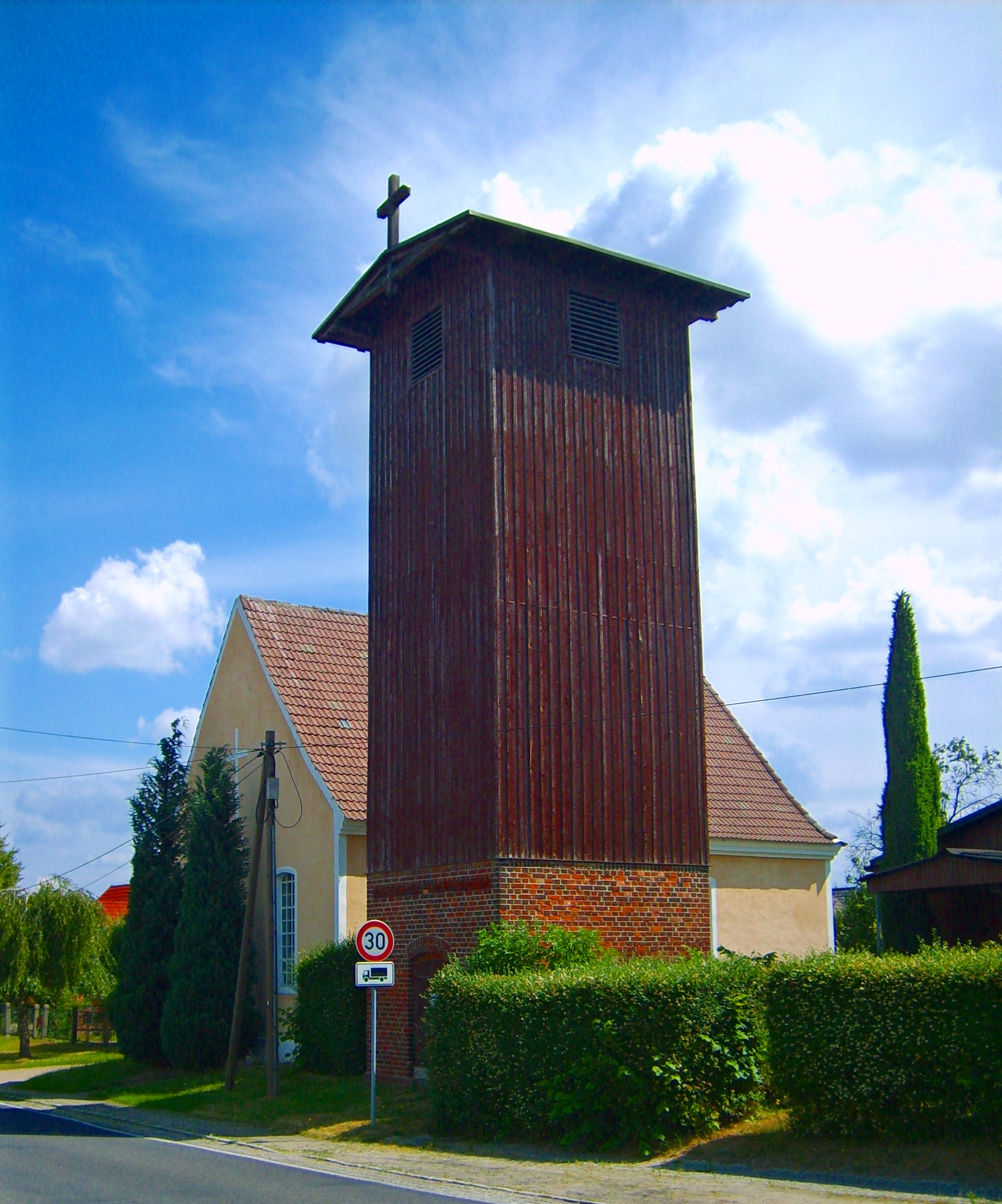
Dorfkirche

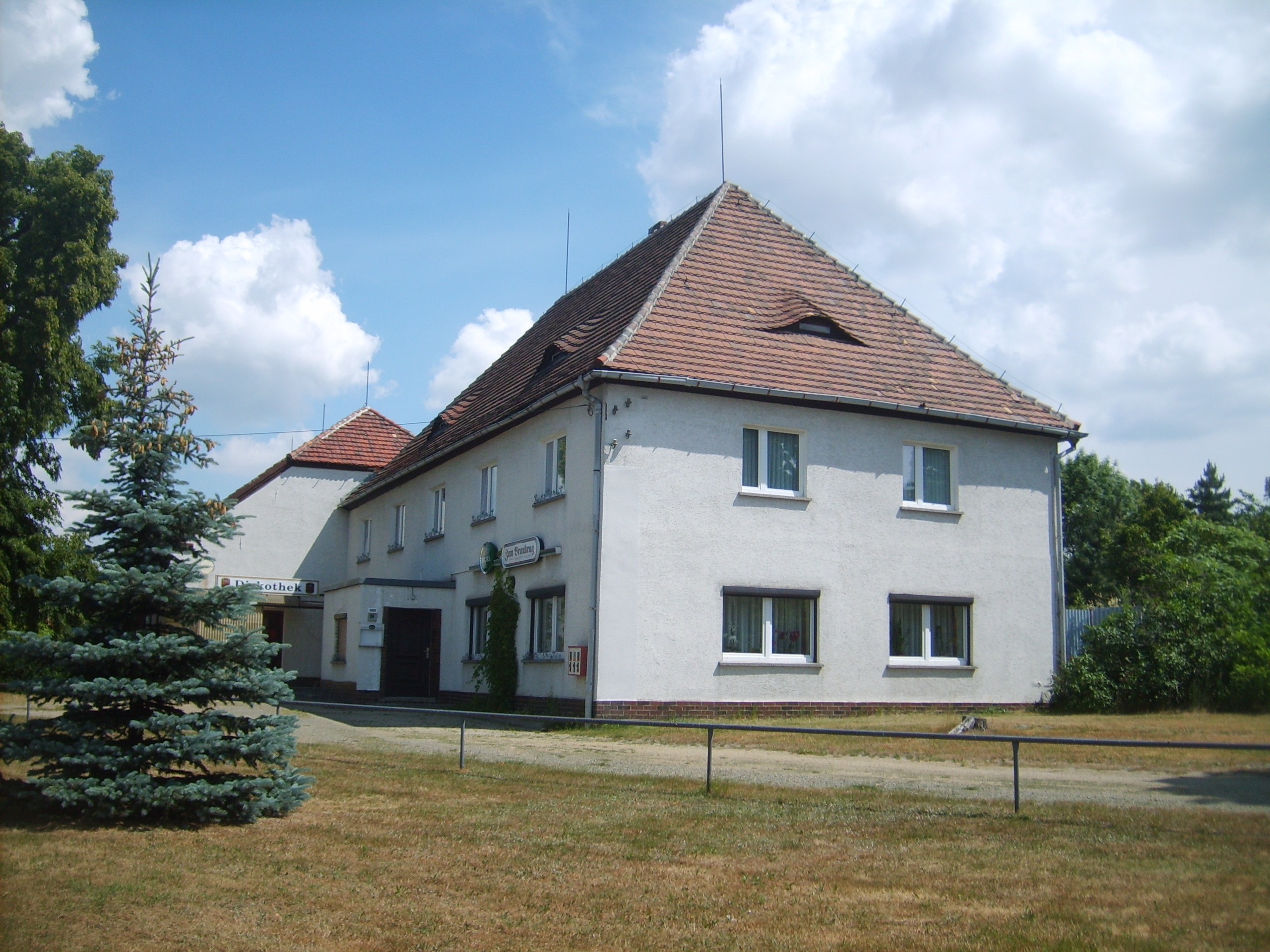
Gasthof „Zum Braukrug“

### Frühgeschichte
Im Jahre 1955 wurden in Staupitz zwei gut erhaltene Gräber aus der Bronzezeit entdeckt. Umrandet wurden diese Gräber von kreisförmig angeordneten Findlingen. Eines der Gräber enthielt 14 Urnen (teilweise Buckelurnen), deren Größe bis zu einer Höhe von ca. 30 cm und einem Durchmesser von ca. 40 cm reichte. Ihrer Gestaltung nach gehörten diese zur Lausitzer Kultur und stammten in etwa aus dem Jahre 1200 vor unserer Zeitrechnung.

### Erste urkundliche Erwähnung
Im Jahr 1231 wurde Staupitz im „Urkundenbuch des Klosters Dobrilugk und seiner Besitzungen“ erstmals unter dem Namen „Stupozke“ urkundlich erwähnt. 1309 gab es laut einer Urkunde Grenzstreitigkeiten zwischen Staupitz und dem Nachbardorf Wergen. Während Wergen und der Nachbarort Langendorf im Laufe der Hussitenkriege 1430 zerstört wurden, blieb Staupitz vermutlich vor Zerstörungen verschont.
„Die Dorfbewohner des Dobrilugker Klostergebietes nach dem Urbar von 1546“ beinhaltet vermutlich das älteste Einwohnerverzeichnis des Ortes, worin zur damaligen Zeit 19 Bauern und 6 Gärtner verzeichnet sind.

### Vom Dreißigjährigen Krieg bis zur Gegenwart
Im Jahre 1643, zur Zeit des Dreißigjährigen Krieges, wird von der Niederbrennung von sechs Bauernhöfen im Ort berichtet. Kurze Zeit später wurde im Jahre 1685 die Staupitzer Kirche des Alters wegen von Grund auf erneuert.
Im Jahre 1723 zählt die Gemeinde 16 Hüfner, 6 Gärtner und 6 Häusler. Am 9. Juni 1759 kam es zu einem Großbrand im Ort, bei dem unter anderem auch die Kirche und das Wirtshaus zerstört wurden. Der Wiederaufbau der Kirche fand 1786 statt. Der Grundstein für den separat stehenden Kirchturm wurde am 29. Juli 1889 gelegt und am 14. Oktober 1889 wurde dessen Richtfest gefeiert.
Am 22. April 1945 wurde Staupitz von Truppen der Roten Armee besetzt. In den Mittagsstunden des folgenden Tages kam es zu Gefechten, da vereinzelte Truppenteile der Wehrmacht auf ihrem Weg nach Westen durch den Ort kamen.
Nach der Gründung der DDR gehörte Staupitz zum Kreis Finsterwalde im einstigen Bezirk Cottbus. Das Dorf war eine selbstständige Gemeinde im Gemeindeverband Rückersdorf – Oppelhain, welcher damals der erste seiner Art im Bezirk Cottbus war. Seit 1992 ist der Ort im damals neugebildeten Amt Plessa eingegliedert.
Aus dem freiwilligen Zusammenschluss der bis dahin selbständigen Gemeinden Gorden und Staupitz entstand am 31. Dezember 2001 die Gemeinde Gorden-Staupitz.

### Mühlen
Eine Windmühle in Staupitz kann bereits für die Jahre 1630, 1771, 1781, 1816 und 1844 nachgewiesen werden.
Der erste namentlich bekannte Windmüller ist Simon Freund. Sein Name erscheint in einer Urkunde von 1663, in welcher der Herzog Christian von Sachsen den Erbkrügern der Herrschaft Dobrilugk die Erbbestätigung erteilt. Die Mühle, die 1816 als Bockwindmühle bezeichnet wurde, sowie das dazugehörige Gut blieben bis 1840 im Besitz der Familie Freund. Anschließend kaufte den Besitz mit Gastwirtschaft, Brauerei und 300 Morgen Land Karl Lanzky für 6000 Taler. 1875 wurde die Windmühle wieder verkauft; das Gut im Jahre 1880. Die Mühle, welche sich am Mühlenweg befand und zuletzt einer Familie Stephan gehörte, wurde 1940 abgerissen.
Eine zweite Windmühle, der Überlieferung nach eine Holländerwindmühle, kann ab 1816 in Staupitz nachgewiesen werden. Sie befand sich etwa einen Kilometer nördlich der Ortslage auf dem heute noch erkennbaren Mühlenberg an der damaligen Poststraße. Die auch „Schimangksche Windmühle“ genannte Mühle gehörte um 1877 vermutlich dem Häusler Traugott Schimangk.

### Bevölkerungsentwicklung
| 1875 | 331 |  | 1946 | 731 |  | 1989 | 614 |  | 1995 | 573 |
| 1890 | 412 |  | 1950 | 751 |  | 1990 | 591 |  | 1996 | 573 |
| 1910 | 496 |  | 1964 | 678 |  | 1991 | 591 |  | 1997 | 574 |
| 1925 | 547 |  | 1971 | 647 |  | 1992 | 596 |  | 1998 | 580 |
| 1933 | 580 |  | 1981 | 613 |  | 1993 | 577 |  | 1999 | 567 |
| 1939 | 616 |  | 1985 | 610 |  | 1994 | 569 |  | 2000 | 564 |

### Bürgermeister
| Amtszeit       | Name            |
| -------------- | --------------- |
| bis 1990:      | Erika Schenke   |
| 1990 bis 1992: | Werner Bergmann |
| 1992 bis 1993: | Fred Wickfeld   |
| 1993 bis 2001: | Cornelia Thor   |

## Kultur und Sehenswürdigkeiten

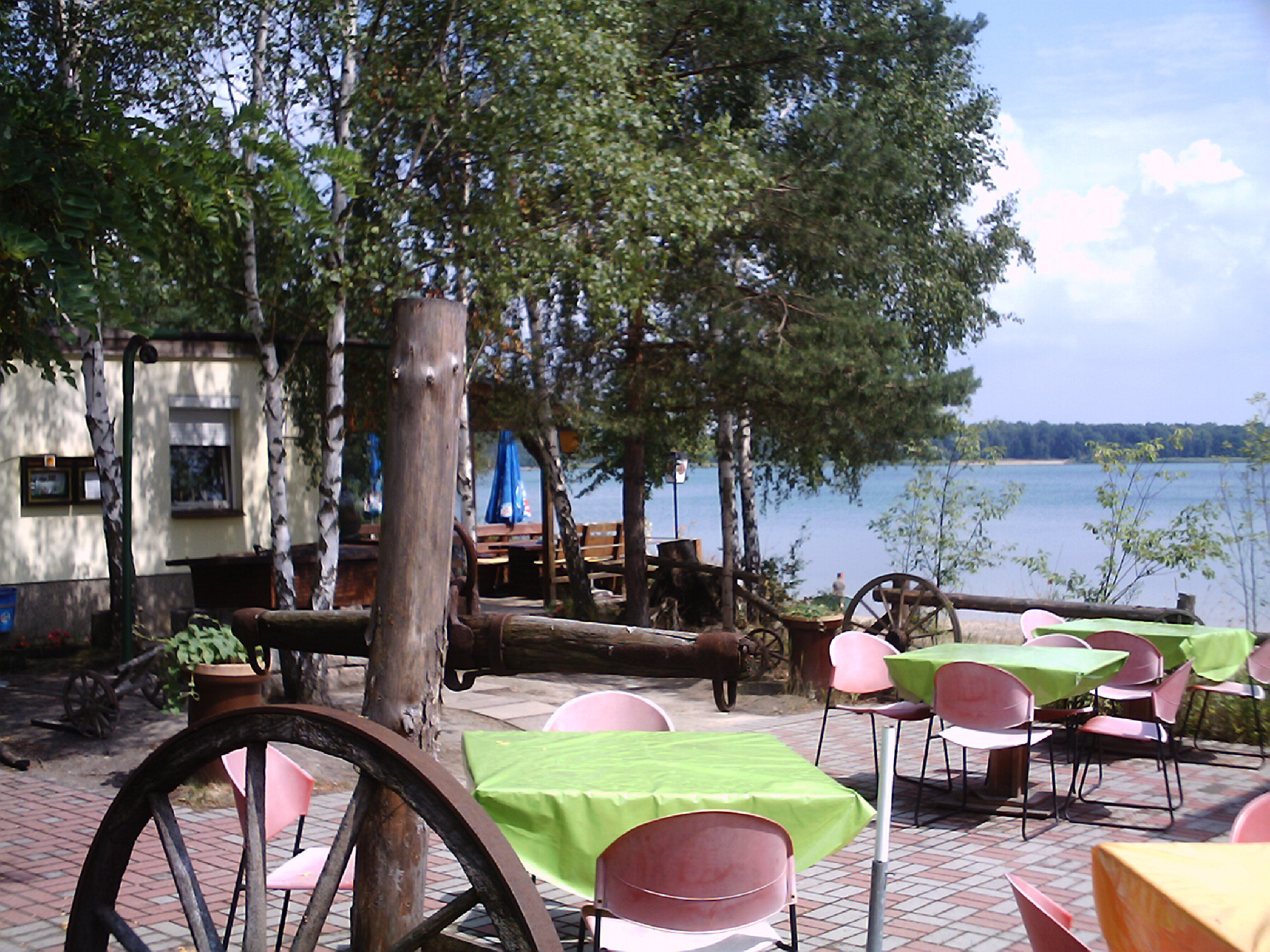
Grünewalder Lauch

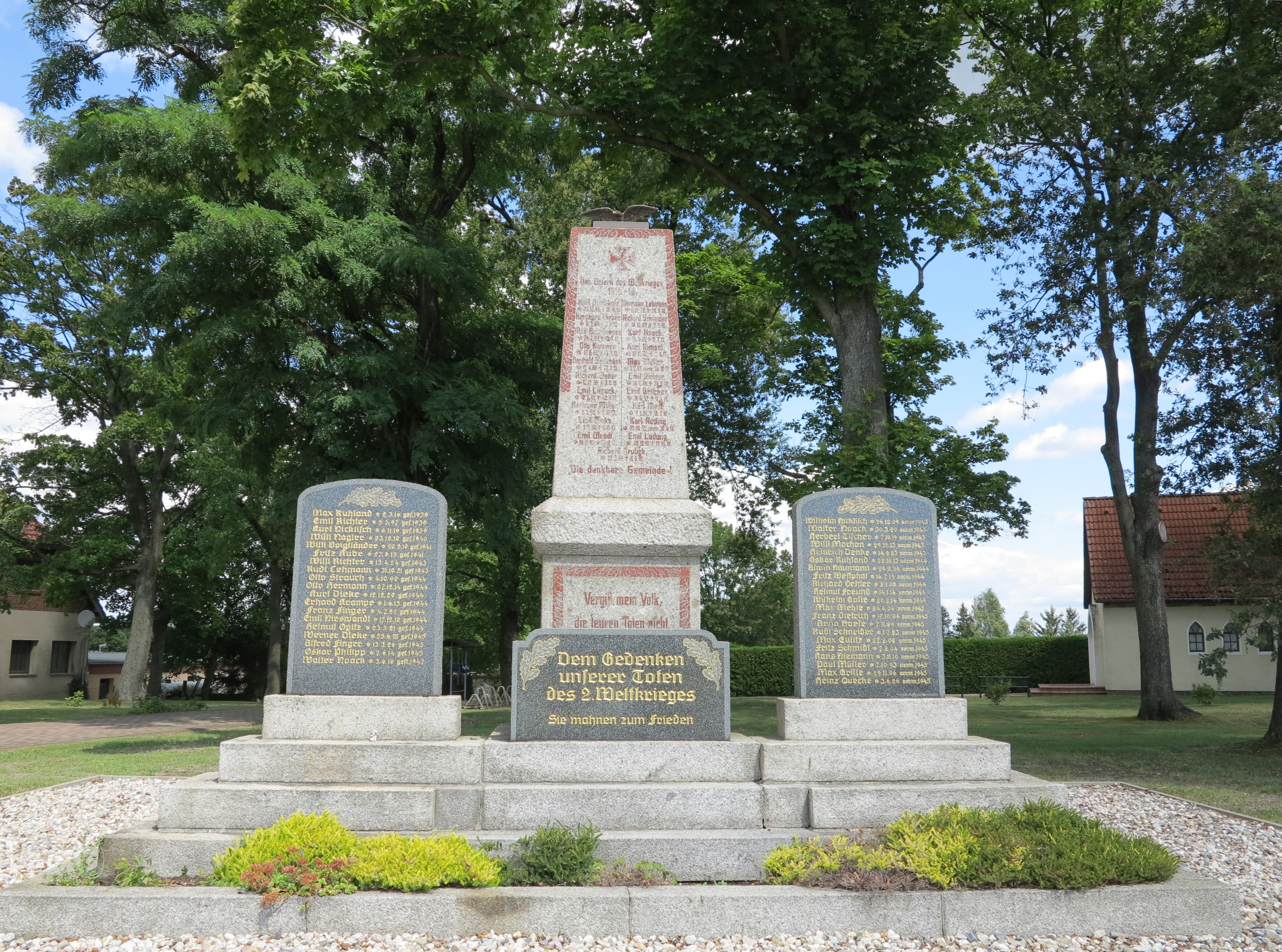
Staupitz Denkmal für die Gefallenen des Ersten und des Zweiten Weltkrieges

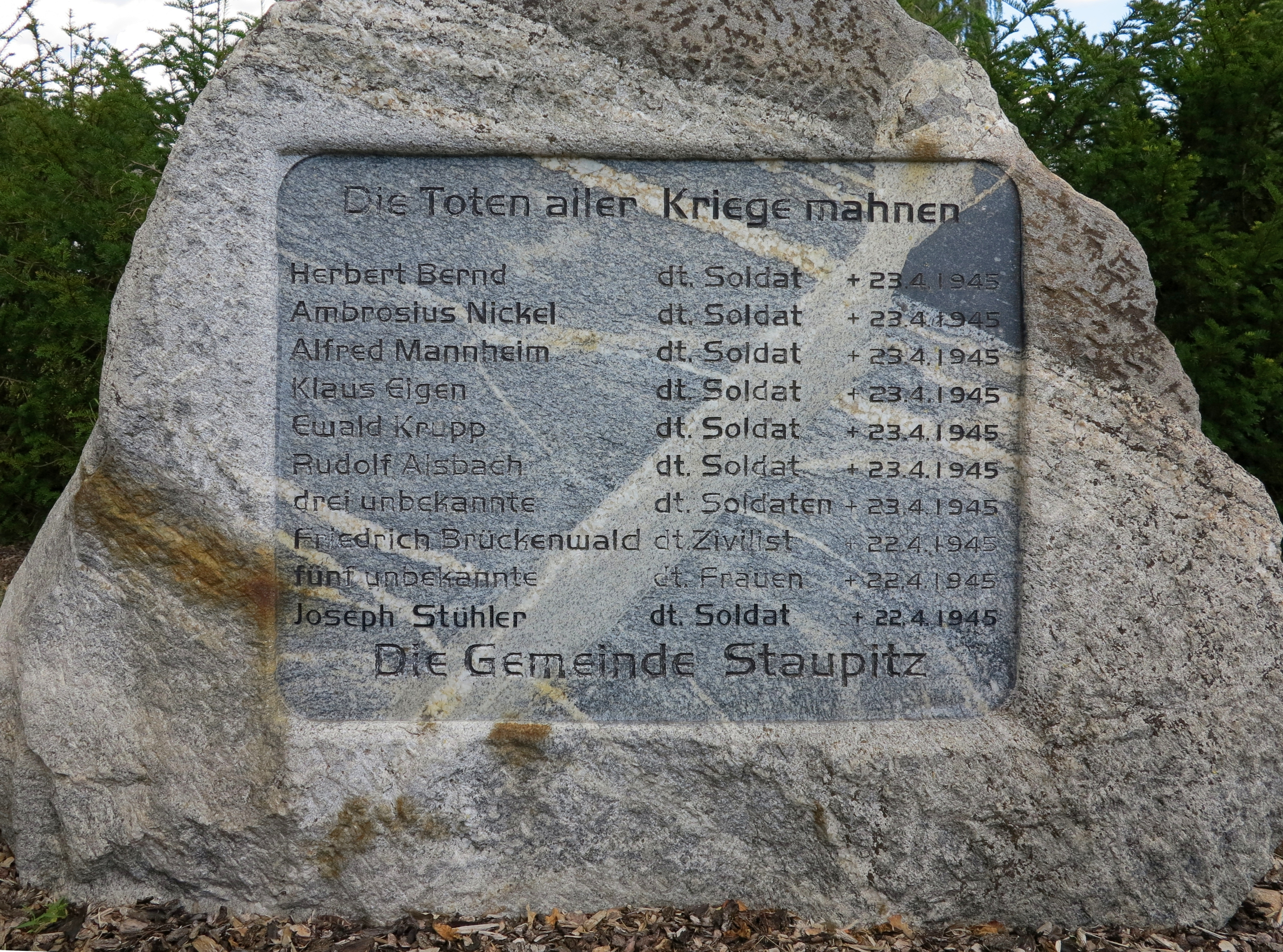
Kleiner Gedenkstein für die Opfer der letzten beiden Tage des Zweiten Weltkrieges in Staupitz

- Die Dorfkirche Staupitz ist eine Saalkirche aus der Zeit um 1717, die 1888 um einen Glockenturm ergänzt wurde. Die Kirchenausstattung stammt einheitlich aus der Bauzeit, darunter auch ein Taufengel aus dem Anfang des 18. Jahrhunderts.
- Auf dem Friedhof von Staupitz befindet sich eine Grabstätte mit Gedenktafel. Sie erinnert an einen Wehrmachtssoldaten, der in den letzten Kriegstagen des Zweiten Weltkrieges im April 1945 öffentlich gehenkt wurde, weil er den weiteren Kriegsdienst verweigert hatte. Außerdem befindet sich dort ein Kriegerdenkmal in Form einer Stele für die im Ersten Weltkrieg gefallenen Dorfbewohner. Zwei Namenstafeln zum Gedenken der im Zweiten Weltkrieg Gefallenen sind links und rechts des Ehrenmals aufgestellt.[6][7]
- Das Naherholungsgebiet Grünewalder Lauch befindet sich etwa drei Kilometer südlich des Dorfes. Hier befindet sich ein etwa einhundert Hektar großer Badesee, welcher durch die Flutung eines ehemaligen Tagebaus entstand. Am See befinden sich ein Campingplatz mit über zweihundert Stellplätzen, Gaststätten und ein Bootsverleih.[8][9]